# Alternativní splicing

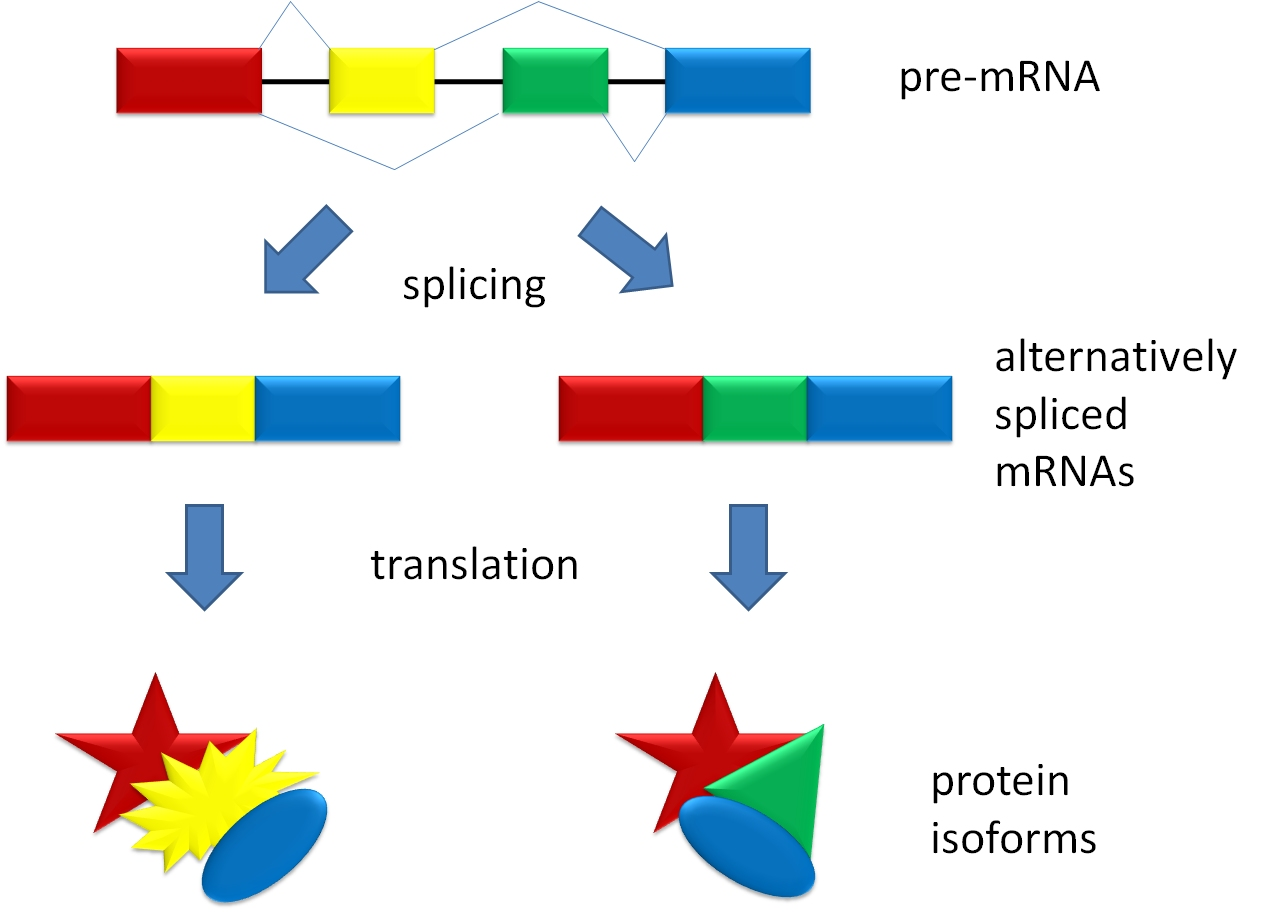
Přehled alternativního splicingu; z jedné pre-mRNA vzniká několik druhů „mature“ mRNA a z nich izoformy proteinů

Alternativní splicing (též alternativní sestřih) je jev, při němž při transkripci vzniká z jednoho genu více variant mRNA potenciálně kódujících rozdílné bílkovinné produkty.  
Po přepisu DNA v jádře prochází tzv. primární transkript RNA úpravami, v jejichž rámci se dlouhé nekódující úseky (introny) vystřihují a ostatní sekvence (tzv. exony) je možné spojit různými způsoby. Z výsledných několika RNA vytvořených od jednoho genu tak mohou být syntetizovány různé izoformy daného proteinu. Ne všechny varianty mRNA však kódují proteiny a alternativnímu sestřihu podléhají i jiné typy RNA, které proteiny nekódují. 

## Mechanismy
Bylo vypozorováno vícero mechanismů, jak může dojít k alternativnímu sestřihu. Relativně vzácně se to dělá tak, že se v jednom produktu ponechá intron, zatímco z druhého se normálně vystřihne. Častěji se intron sice vystřihává, ale existují dvě nukleotidové pozice, kde se střih (restrikce) provede: a to buď na 3' nebo 5' straně intronu. Případně je možné v jednom produktu ponechat exon, který je z druhého produktu vystřihnut. Někdy se ani nemusí přímo účastnit spliceozom a stačí, když transkripce začne na trochu jiném místě (na jiném promotoru). Trochu jinou metodou na opačném konci RNA je alternativní polyadenylace.

## Význam
Alternativní splicing je minimálně u vyšších mnohobuněčných eukaryot velmi hojným až běžným jevem. Studie se však nemohou shodnout, jaký podíl genů podstupuje alternativní splicing. Hovoří se o 40, 60 ale i o 80 procentech všech lidských genů. Jedna studie uvádí 2,5–5,4 variant RNA na každý lidský gen. Rekordmanem však je v tomto ohledu jeden gen (Dscam) octomilek, který má 38 016 sestřihových variant. Běžně se jako příklad alternativního splicingu u člověka uvádí geny pro imunoglobuliny a pro T-buněčné receptory, v nichž je vytvářena rozmanitost protilátek (mimo jiné) právě tímto způsobem, tedy různým skládáním exonů.
Jedna studie z roku 2003 začíná konstatováním, že „antropocentrismus motivuje lidstvo, aby hledal vysvětlení pro svou relativní komplexitu“. Naráží tím na to, že člověk má přibližně stejně genů jako ostatní živočichové. Řešení by mohlo spočívat ve skutečnosti, že u genů se zvyšuje rozmanitost právě alternativním splicingem. Alternativní splicing může dokonce i urychlovat speciaci: když vznikne náhodnou mutací nový exon, byl by pro gen přítěží a byla by proti němu silná selekce. Alternativní splicing však může zachovat obě varianty, jednu bez exonu a jednu s ním, a v průběhu evoluce ještě tento nový exon poupravit, aby mohl sloužit třeba novému účelu.